# خرمن پارنیو
خرمن پارنیو (انگلیسی: Germán Parreño؛ زادهٔ ۱۶ فوریهٔ ۱۹۹۳) بازیکن فوتبال اهل اسپانیا است که برای یو‌دی ایبیزا در پست دروازه‌بان بازی می‌کند.